# Scopula convergens
Scopula convergens är en fjärilsart som beskrevs av Felix Bryk 1948. Scopula convergens ingår i släktet Scopula och familjen mätare. Inga underarter finns listade.